# Chiesa di Santa Maria Angiargia
La chiesa di Santa Maria Angiargia (in sardo: Cresia de Santa Maria 'Angiàrgia) è una chiesa campestre situata in territorio di Collinas, centro abitato della Sardegna sud-occidentale. Consacrata al culto cattolico, fa parte della parrocchia di San Michele Arcangelo, diocesi di Ales-Terralba.
La chiesa è ubicata in località Su Angiu, a circa due chilometri dal paese, nelle vicinanze di antiche terme romane. Il termine in lingua sarda Angiàrgia o de su Angiu deriva da Bangiàrgia (con caduta della lettera b iniziale) e significa in italiano "del Bagno", quindi Santa Maria del Bagno o Bagnaria. Infatti a cento metri esiste un antico bagno romano, un piccolo pozzo alto due metri pieno di acqua sorgiva, munito di gradini che permettono di toccare il fondo. Secondo la leggenda gli alberi del bosco in cui sorge la chiesa sono cari alla Vergine Angiàrgia e un grande castigo è riservato a coloro che vìolano questa credenza e tentino di asportarli. 
Mancano notizie certe circa il periodo della sua edificazione ma sembrerebbe risalire al XII secolo. 
Ogni anno, ai primi di  settembre vi si celebra una sentita e suggestiva festa che si protrae per tre giorni.

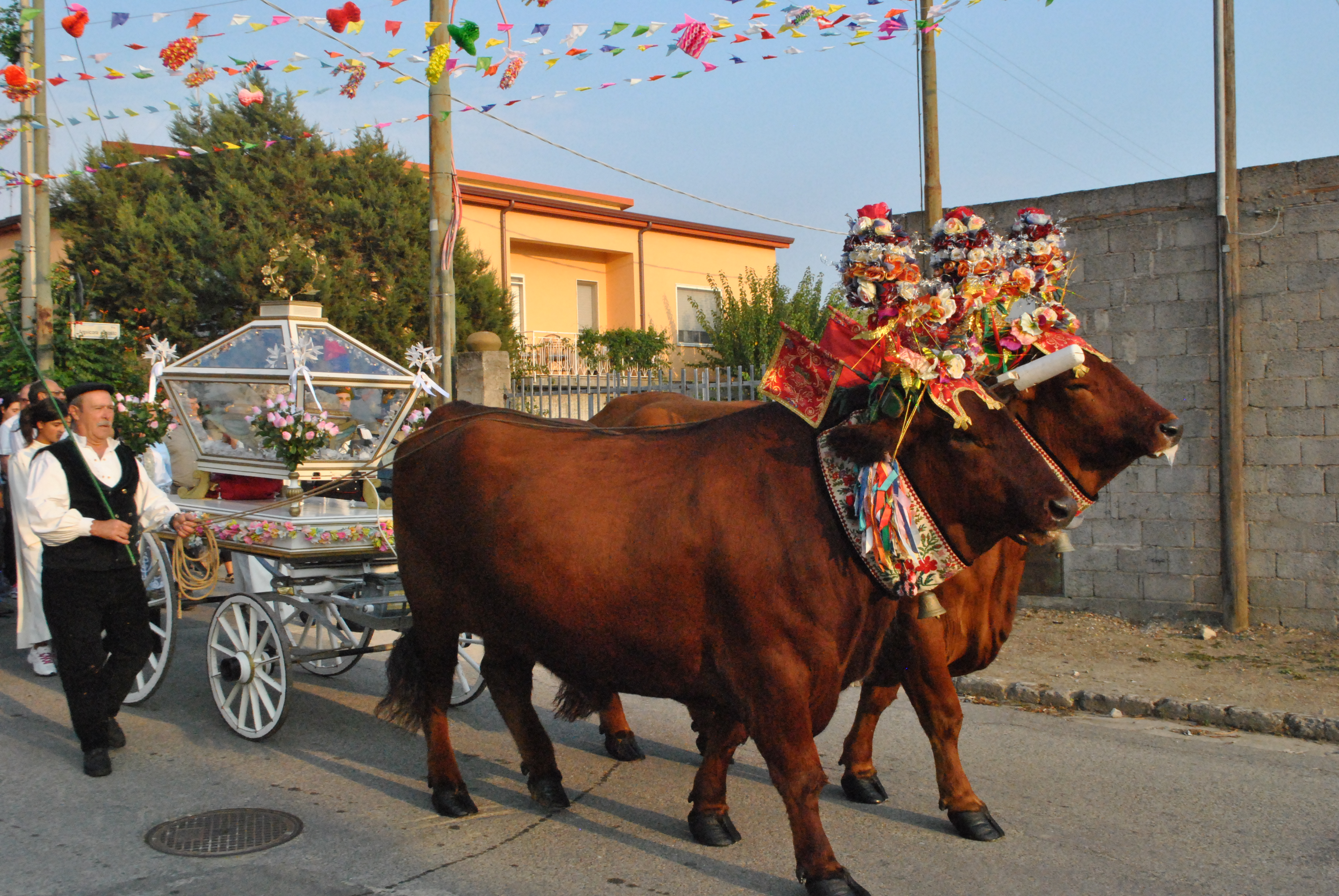
Processione in onore di Santa Maria Angiargia

È credenza comune che nel muro di quella chiesetta siano state deposte le reliquie dei due santi martiri Miro e Casto. 

## Storia

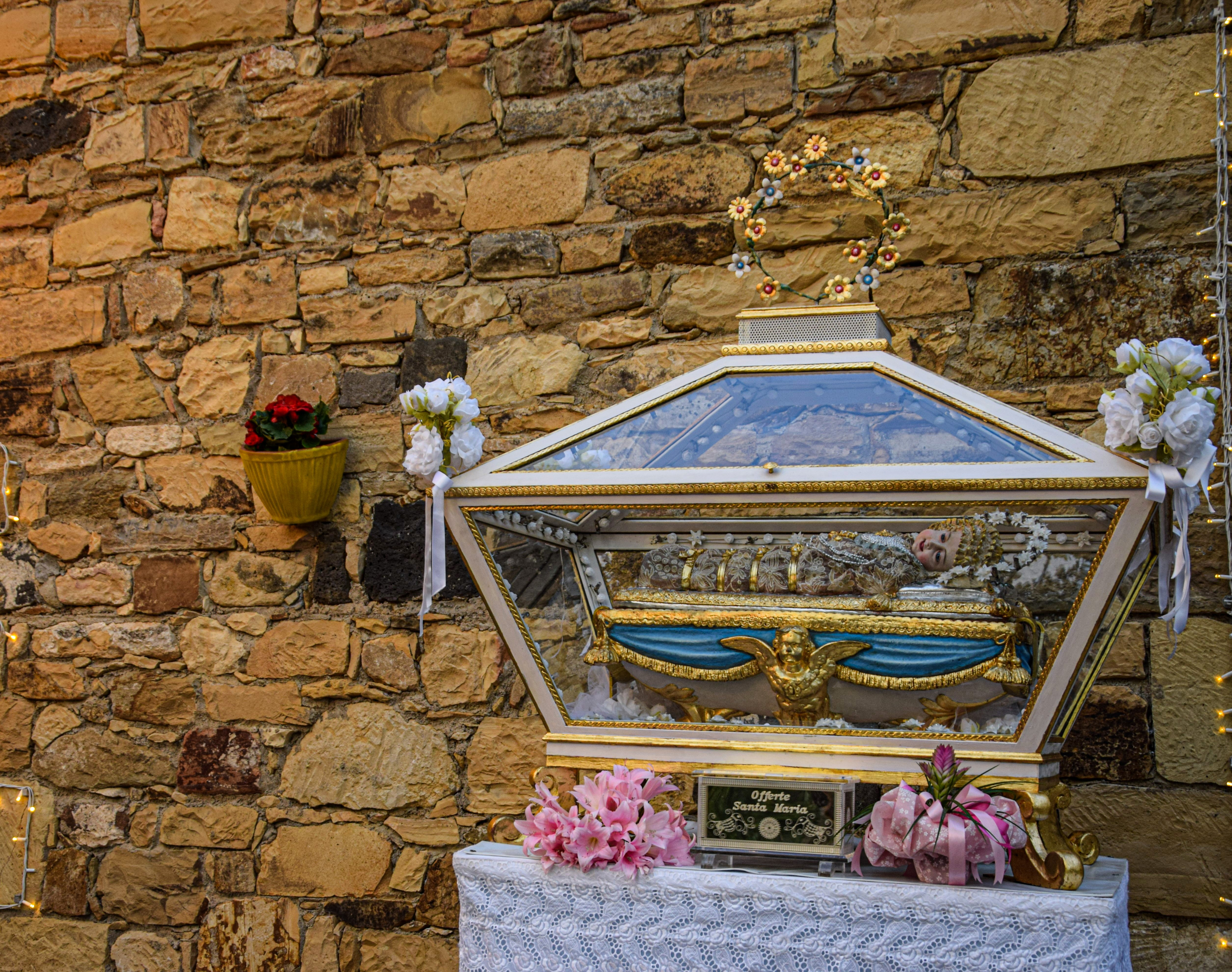
Simulacro Santa Maria Angiargia

La fondazione della chiesetta, secondo la tradizione, risalirebbe al XII secolo. In origine apparteneva agli eremiti benedettini; ciò è probabile quando si pensi alla numerose donazioni che facevano i giudici di Cagliari, ai figli di san Benedetto.
Nelle vicinanze del tempietto rurale sono ancora visibili i ruderi di antichi fabbricati, che lasciano supporre non solo l'esistenza di un antico villaggio distrutto (Villaclara), ma anche di un monastero. 
Non lontano dalla chiesa è sito un pozzo con nicchie laterali dove, secondo la leggenda, un contadino rimase bloccato mentre rincasava col suo carro carico di legna. Infatti una ruota del carro sprofondò nel terreno e, nonostante gli sforzi del giogo e la buona volontà del conducente, non fu possibile smuoverla da qual posto all'altezza dell'attuale fonte in cui si vedono le due nicchie. Numerose persone accorsero per liberare il carro dal fosso e non vi riuscirono se non dopo molti tentativi. La loro sorpresa fu grande quando, ripulito il fosso, si trovarono di fronte ad una grande sorgente d'acqua, con un pozzo nelle cui pareti erano presenti varie nicchie e in una di esse spiccava l'immagine della Madre di Dio.
Tolta da quel posto, la statua venne collocata sul carro del contadino e tutti si misero in viaggio alla volta del paese. Il giogo però, a somiglianza delle famose vacche ebraiche con l'Arca del Signore, non voleva saperne di proseguire, andando avanti e indietreggiando, tanto che alla fine tornò indietro con una corsa furiosa e arrivò al bosco sottostante. Il popolo capì la volontà della Vergine e in suo onore vi eresse un tempio. Da quel giorno Maria cominciò a essere invocata col titolo di Santa Maria Angiàrgia.